# Platylabus iridipennis
Platylabus iridipennis là một loài tò vò trong họ Ichneumonidae.